# Verband Deutscher Druckkammerzentren

Logo des VDD

Der Verband Deutscher Druckkammerzentren e. V. (VDD) ist ein deutscher Berufsverband für einen Teil der Druckkammer-Therapiezentren in Deutschland. Er gibt die Leit- und Richtlinien für die Behandlung mit  hyperbarer Sauerstofftherapie (HBO) vor und betreibt in Zusammenarbeit mit den medizinischen Fachgesellschaften den Erfahrungsaustausch zum Einsatz der Hyperbarmedizin in Deutschland. Der Verein informiert medizinische Fachkreise und Patienten über die HBO und die Weiterentwicklung der Therapiemöglichkeiten. Sitz des Verbandes ist Münster (NRW).

## Geschichte
Der VDD hat sich am 7. Dezember 1996 als Verein zur Förderung der hyperbaren Medizin in Deutschland und als Branchenverband der deutschen Druckkammerzentren gegründet. Erster Vorsitzender ist seit 2018 Claus Müller-Kortkamp aus Soltau, Facharzt HNO. Zweiter Vorsitzender ist Gordon Rossbach, Facharzt für Allgemeinmedizin, Tauch- und Hyperbarmedizin (GTÜM).

## Zusammenarbeit
Der Verband arbeitet mit folgenden Organisationen zusammen:
- Gesellschaft für Tauch- und Überdruckmedizin (GTÜM)
- European Committee of Hyperbaric Medicine (ECHM)
- European Baromedical Society (EUBS)

## Aktuelle Mitgliederzahl
Der Verein vertritt die Mehrzahl der in Deutschland tätigen Druckkammerzentren (zurzeit 15).

## Aufgaben und Ziele

### Qualität, Sicherheit und Qualifizierung für die Hyperbare Sauerstofftherapie (HBO)
Der Verein definiert einheitliche Qualitäts- und Sicherheitsstandards für die Druckkammertechnik, die anzuwendenden Behandlungsschemata bis hin zur Personalqualifizierung. Dabei orientiert er sich an den Beschlüssen der medizinischen und wissenschaftlichen Fachgesellschaften, insbesondere der Gesellschaft für Tauch- und Überdruckmedizin e. V. (GTÜM e. V.).
Die Mitgliedskammern des VDD verpflichten sich mit Eintritt in den Verband zur Einhaltung der Standards für Personalaus- und -weiterbildung, der technischen Ausrüstung, Wartung und Überprüfung der Druckkammern nach MedGV und TÜV sowie zur Einhaltung der Behandlungsvorgaben für die jeweiligen Indikationen.

### Forschung zur Hyperbaren Sauerstofftherapie
Der Verein unterstützt die Forschung im Bereich der Hyperbarmedizin, indem er personelle, materielle und finanzielle Ressourcen bereitstellt.

### Information und Erfahrungsaustausch zur internationalen Anwendung der HBO-Therapie
Der Verein unterhält und pflegt Kontakte zu nationalen und internationalen Fachgesellschaften der Hyperbarmedizin. Seine Beschlüsse sollen im Konsens mit diesen Fachgesellschaften stehen. Der VDD vertritt die Interessen seiner Mitglieder in der GTÜM und den Europäischen Fachgesellschaften für Hyperbarmedizin (ECHM, EUBS).

### Öffentlichkeitsarbeit für die Hyperbare Sauerstofftherapie in Deutschland
Der Verein ist die einzige Institution in Deutschland, die sich mit der Etablierung der HBO befasst und ist bei Kostenträgern, Behörden und Regierungsstellen als Ansprechpartner bekannt und akzeptiert. Der Verein setzt sich aktiv und übergreifend für dringend notwendige Verbesserungen der Situation der HBO in Deutschland ein.
Der Verein betreibt eigene, überregionale Pressearbeit zu Themen und Indikationen der Hyperbaren Sauerstofftherapie. Er informiert die Öffentlichkeit über die Homepage des Verbandes und vermittelt Journalisten Experten zu Fragen und Anwendungsgebieten der HBO.
Der Verein ist Ansprechpartner für Hilfesuchende über eine kostenlose Hotline.